# Saturday Night Wrist
Saturday Night Wrist è il quinto album in studio del gruppo musicale statunitense Deftones, pubblicato il 30 ottobre 2006 dalla Maverick Records.

## Descrizione
L'album è il risultato di un lungo processo di composizione e registrazione che ha trattenuto i Deftones per quasi tre anni. A detta del chitarrista Stephen Carpenter, tale processo è stato molto più complicato rispetto a quanto previsto da ciascuno dei componenti del gruppo:
Saturday Night Wrist è inoltre l'ultimo album in studio registrato con il bassista Chi Cheng, coinvolto in un serio incidente automobilistico nel 2008 che lo ridusse dapprima in coma e successivamente alla morte cinque anni più tardi.

### Antefatti
In un'intervista concessa a Kerrang! nel maggio 2005, il frontman Chino Moreno ha rivelato i primi dettagli riguardi al seguito dell'album omonimo del 2003, il quale sarebbe stato prodotto da Bob Ezrin:
 Agli inizi del 2006 il batterista Abe Cunningham ha annunciato le conclusioni delle registrazioni del quinto album, rivelando che tra i brani scelti per l'album uno si sarebbe intitolato Beware of the Water; il 12 luglio il gruppo ha annunciato il titolo dell'album, Saturday Night Wrist, e resa pubblica la copertina il 1º settembre. Il 7 settembre il sito Drowned in Sound ha reso pubblico il track-by-track dell'album, rivelando alcuni titoli iniziali di altrettanti brani che sarebbero stati successivamente modificati nella lista tracce definitiva, come FM, Tilde o The Earth, divenute rispettivamente Rapture, Xerces e Kimdracula.

### Stile musicale
Con questo album i Deftones hanno proseguito il percorso di evoluzione iniziato con Around the Fur e White Pony, con una maggiore influenza da generi quali indie, rock psichedelico, space rock e shoegaze. Il risultato è abbastanza simile a quanto sperimentato da Chino Moreno nel suo progetto parallelo con i Team Sleep, ma si distingue per gli elementi di metal e hard rock. In particolare, Cunningham ha inizialmente descritto la direzione musicale di Saturday Night Wrist con la seguente dichiarazione:
La voce di Chino Moreno è stata registrata a parte, separatamente agli altri strumenti. In Mein, secondo singolo estratto dall'album, la seconda voce è di Serj Tankian, frontman dei System of a Down; le sonorità di Pink Cellphone si discostano notevolmente da quelle presenti negli altri brani dell'album, essendo un brano in pieno stile industrial che vanta anche la collaborazione di Annie Hardy dei Giant Drag. Del lavoro colpisce inoltre l'impatto ritmico del brano d'apertura Hole in the Earth, piuttosto dissimile dalle ritmiche dell'album precedente.

Sequenza di tasti da digitare per attivare il codice Konami, alla quale fa riferimento la traccia strumentale.

La sesta traccia dell'album, U, U, D, D, L, R, L, R, A, B, Select, Start, è l'unico brano completamente strumentale mai inciso dai Deftones. Il suo titolo è un riferimento al celebre codice Konami, che si può attivare premendo la sequenza di tasti appunto indicata nel titolo del brano.

## Tracce
Testi e musiche dei Deftones, eccetto dove indicato.
1. Hole in the Earth – 4:09
2. Rapture – 3:25
3. Beware – 6:00
4. Cherry Waves – 5:17
5. Mein – 3:59 (Deftones, Serj Tankian, Shaun Lopez)
6. U, U, D, D, L, R, L, R, A, B, Select, Start – 4:12
7. Xerces – 3:42 (Deftones, Rick Verrett)
8. Rats! Rats! Rats! – 4:00
9. Pink Cellphone – 5:04 (Deftones, Annie Hardy)
10. Combat – 4:46
11. Kimdracula – 3:15
12. Rivière – 3:44

Traccia bonus nell'edizione di iTunes
1. Drive – 4:50 (Ric Ocasek) – originariamente interpretata dai The Cars

## Formazione
Gruppo
- Chino Moreno – voce, chitarra
- Stephen Carpenter – chitarra
- Chi Cheng – basso
- Frank Delgado – tastiera, campionatore
- Abe Cunningham – batteria

Altri musicisti
- Serj Tankian – voce aggiuntiva (traccia 5)
- Annie Hardy – voce aggiuntiva (traccia 9)

Produzione
- Bob Ezrin – produzione
- Deftones – produzione
- Shaun Lopez – produzione parti vocali, produzione aggiuntiva
- Brian Virtue – registrazione, ingegneria del suono
- Brian Humphrey – registrazione, ingegneria del suono
- Ryan Gorman – ingegneria Pro Tools
- Ryan Williams – missaggio
- Brian Warwick – assistenza al missaggio
- Howie Weinberg – mastering
- Joe Johnston – registrazione batteria (traccia 3)
- Robert "Flossey" Cheek – assistenza alla registrazione (traccia 3)

## Classifiche
| Classifica (2006)      | Posizione massima |
| ---------------------- | ----------------- |
| Australia              | 26                |
| Austria                | 18                |
| Belgio (Fiandre)       | 70                |
| Belgio (Vallonia)      | 49                |
| Danimarca              | 30                |
| Finlandia              | 33                |
| Francia                | 33                |
| Germania               | 24                |
| Italia                 | 48                |
| Norvegia               | 32                |
| Nuova Zelanda          | 8                 |
| Paesi Bassi            | 63                |
| Stati Uniti            | 10                |
| Stati Uniti (internet) | 10                |
| Svezia                 | 35                |
| Svizzera               | 31                |